# تیم ملی بسکتبال ترکیه
تیم ملی بسکتبال مردان ترکیه، معروف به ۱۲ دیو آدم نماینده ترکیه در رقابت‌های بین‌المللی بسکتبال است. این تیم ۳ بار در جام جهانی بسکتبال (۲۰۰۲–۲۰۰۶ و ۲۰۱۰) و دو بار در المپیک (۱۹۳۶ و ۱۹۵۲) حاضر شده و بهترین مقام‌های آن نایب قهرمانی جام جهانی ۲۰۱۰ که به میزبانی این کشور انجام شد و نایب قهرمانی (جام ملت‌های بسکتبال اروپا) ۲۰۰۱ است. این تیم زیر نظر فدراسیون بسکتبال ترکیه در اتحادیه بسکتبال اروپا فعالیت می‌کند.

## تاریخچه
احمد روبنسون به عنوان اولین برگزار کننده بسکتبال در ترکیه شناخته می شد. در سال ۱۹۳۶، ترکیه اولین مسابقه بسکتبال خود را مقابل یونان برگزار کرد و با نتیجه ۴۹ بر ۱۲ به پیروزی رسید. برای سالها بسکتبال دومین ورزش محبوب ترکیه بود ، اما تیم ملی تا دهه ۱۹۸۰ که ترکیه موفق به کسب مدال طلا در مسابقات بالکان ۱۹۸۱ و بازی های مدیترانه ای ۱۹۸۷ شد ، نتوانست در مسابقات بین المللی پیروز شود. ایفس پیلسن  اولین باشگاه ترکی بود که در هر ورزش تیمی ، جام حذفی اروپا را کسب کرد ،از آن زمان ، بسکتبال در ترکیه به طور مداوم رو به رشد است ، زیرا تیم ملی شروع به بازی در مسابقات بین المللی کرد. تیم ملی ترکیه در قهرمانی اروپا ۲۰۰۱  و جام جهانی ۲۰۱۰ مدال نقره را به دست آورد.

## مسابقات
| المپیک | المپیک          | المپیک | المپیک | المپیک |
| سال    | مکان            | بازی   | برد    | باخت   |
| ------ | --------------- | ------ | ------ | ------ |
| ۱۹۳۶   | مکان بیست وسوم  | ۲      | ۰      | ۲      |
| ۱۹۵۲   | مکان بیست و یکم | ۳      | ۰      | ۳      |
| مجموع  | ۱۷/۲            | ۵      | ۰      | ۵      |

| جام جهانی | جام جهانی   | جام جهانی | جام جهانی | جام جهانی |
| سال       | مکان        | بازی      | برد       | باخت      |
| --------- | ----------- | --------- | --------- | --------- |
| ۲۰۰۲      | مکان نهم    | ۸         | ۴         | ۴         |
| ۲۰۰۶      | مکان ششم    | ۹         | ۶         | ۳         |
| ۲۰۱۰      | نائب قهرمان | ۹         | ۸         | ۱         |
| مجموع     | ۱۶/۳        | ۲۶        | ۱۸        | ۸         |